# 진주 단지종택 사마방목
진주 단지종택 사마방목(晋州 丹池宗宅 司馬榜目)은 대한민국 경상남도 진주시 경상국립대학교에 있는 조선시대의 사마방목이다.
2006년 11월 2일 경상남도의 유형문화재 제448호 진주단목리단지하협종택소장 사마방목으로 지정되었다가, 2018년 12월 20일 현재의 명칭으로 변경되었다.

## 개요
1. 사마방목(만력무자) 1책
이 사마방목은 1588년 사마시 입격자 명부의 초본으로 책의 크기는 23.5×18.5cm이다
2. 경자사마방목(1책)
이 방목은 하달한(1624∼1660, 자 통원)이 1660년(현종 1, 경술) 식년시에 진사 3등 제21인에 입격한 방목으로서, 목활자본이다. 책의 크기는 18.5×22.5cm이다
3. 숭정삼경술증광사마방목(1책)
이 방목은 1790년(정조 14)에 실시된 증광시 진사 3등 제 35인에 입격한 하진백에게 반질된 것이다. 금속활자본으로서 크기는 22.0×33.5cm이다.

## 같이 보기
- 사마방목

## 참고 문헌
- 진주 단지종택 사마방목 - 국가유산청 국가유산포털